# Holovousy (kraj hradecki)
Holovousy – gmina w Czechach, w powiecie Jiczyn, w kraju hradeckim. Według danych z dnia 1 stycznia 2014 liczyła 520 mieszkańców.